# Macèl·lum de Pompeia
El macèl·lum de Pompeia era un edifici públic d'època romana destinat a mercat de proveïment de la ciutat de Pompeia, especialitzat en la venda de carn i peix. Estava situat en el fòrum, a la cantonada nord-est, i era un punt de connexió amb la ciutat antiga i el viari circumdant.
El macèl·lum s'articulava a l'entorn d'un pati central descobert, on es trobaren les restes d'una estructura circular. Estava envoltat per una columnata perimetral interior de gran profunditat. Al llarg de les façanes nord i sud es disposaven una sèrie de tabernae o comerços d'alimentació. L'accés als primers, dotze en total, se'n produïa pel carrer, mentre que les onze botigues situades al sud tenien un accés directe des del pati del macellum. A la cara oest s'obrien cap al pòrtic del fòrum sis cambres destinades a l'intercanvi de divises.
Una zona d'especial interés per als investigadors és la que se situa al costat est, formada per tres cambres. Podria ser que la del centre s'haguera dedicat al culte imperial, la qual cosa constataria el paper central que tenien els emperadors en la vida dels romans ja al s. I. Les altres dues sales dels costats es destinarien als rituals religiosos i a la venda de carn.
L'edifici es va construir en diverses fases. Durant el terratrèmol de Pompeia de 62, que enderrocà moltes parts de la ciutat, va sofrir danys considerables. Les excavacions arqueològiques practicades en el 2012 revelen que el macèl·lum no estava totalment reparat quan va ocórrer l'erupció del Vesubi de l'any 79.
El mercat és interessant com a exemple de la relació entre la vida econòmica i pública. També testimonia de manera significativa la vida quotidiana en l'antiga Roma, mostrada en troballes arqueològiques tals com a restes de menjar, articles d'ús diari o pintures dels murs.

## Història

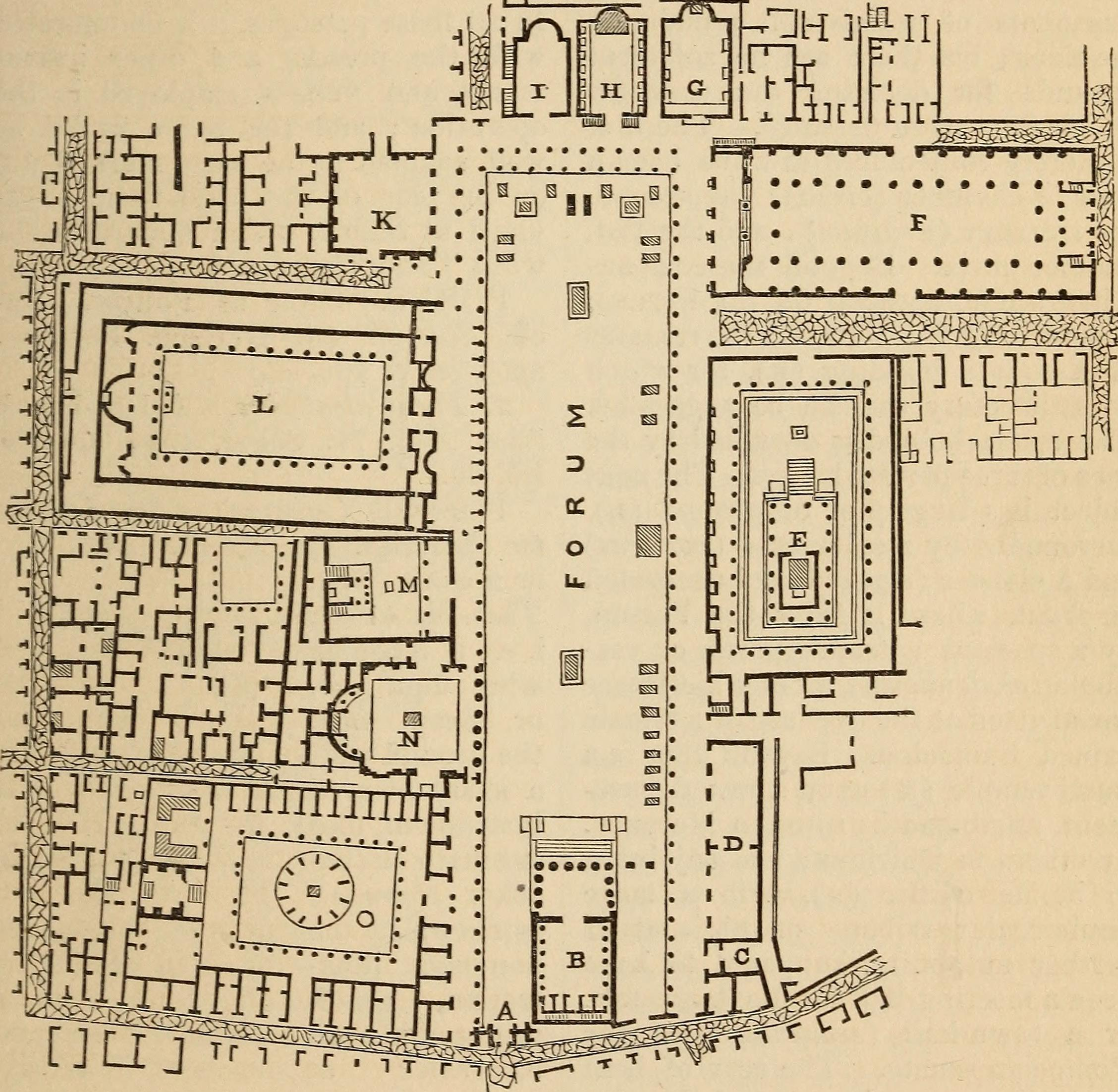
Plànol del fòrum de 1849 amb el macèl·lum indicat amb la lletra F. The illustrated companion to the Latin dictionary, and Greek lexicon, Rich, Anthony, 1803 o 1804-1891

La recerca de la història de la construcció del macèl·lum es remunta als treballs d'Amedeo Maiuri. L'edifici que podem apreciar actualment data de 130-120, encara que el va precedir un d'anterior de dimensions semblants i situat al mateix lloc, tot i que sense la rotonda central. Aquest primer macèl·lum fou construït a finals del s. III ae, en època tardosamnita. Als costats nord i sud, la disposició del pòrtic originari es corresponia amb la de l'edifici que s'hi alçaria després. Per contra, els costats est i oest eren més amples. Al costat sud hi havia una filera de tabernae que tenien menor profunditat i estaven dividides de manera diferent. Al costat est hi havia algunes cambres amb decoracions en el primer estil i una segona columnata al front.
La façana diferia de la de l'edifici definitiu, doncs estava situada més cap al davant i propera al fòrum. El mercat a l'aire lliure era pavimentat amb rajoles de pedra polida i compacta. El terra de les tabernae era format per lloselles de pedra amb una capa de morter. A les cambres del costat est, el morter es barrejava amb trossos de maó, anomenat opus signinum. A la zona del mercat descobert l'empedrat romangué en ús fins al 62, mentre que als espais interiors fou a poc a poc substituït per opus signinum.[9]
Entre el 130 i el 120 ae, el mercat es va reconstruir completament després de la reordenació de la zona del fòrum. La nova estructura no diferia bàsicament de l'anterior, tret de la construcció d'un monòpter central, la reculada de la façana principal i una lleu disminució de la seua superfície. Durant l'època Júlio-Clàudia fou recondicionat i el conjunt va adquirir el seu aspecte final. Es va demolir del costat est la columnata interior i se'n renovà el paviment. Les columnes de tuf originals es conservaren inicialment, però al costat oest es van retirar per erigir un edicle d'opus incertum, que aviat es bandejà. Les tabernae actuals de les façanes oest i nord pertanyen també a aquesta fase constructiva.

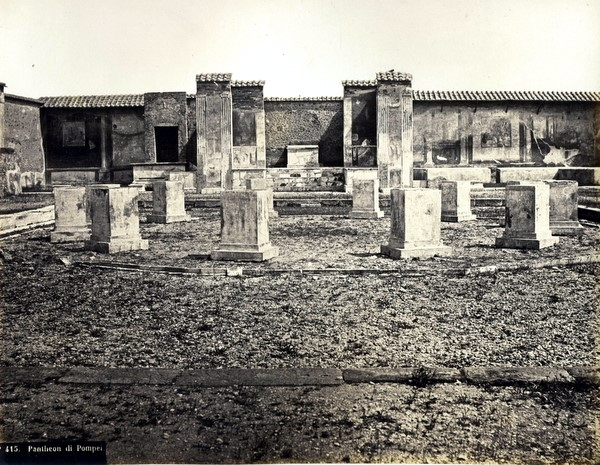
Antiga vista del macèl·lum anterior a 1889, fotografiat per Roberto Rive

El terratrèmol del 62 provocà importants danys al macèl·lum, que hagué de ser restaurat. La columnata de tuf se n'eliminà del tot, potser per ser reconstruïda, tot i que es va abandonar definitivament. Se'n reedificaren algunes tabernae, es refeu la decoració pictòrica i es va construir un nou mur perimetral al costat sud, necessari després de l'edificació del temple dels Lars Públics.
L'edifici restà sepultat sota una capa de lapil·li i cendres per l'erupció volcànica del Vesubi l'any 79. En el moment del succés les tasques de restauració probablement no havien acabat encara. Les excavacions arqueològiques entre 1818 i 1821 en redescobriren l'edifici. Inicialment, la troballa de lloselles de marbre i de dotze bases de columnes al centre feu pensar als experts que la construcció era un panteó, és a dir, un temple dedicat a tots els déus. El descobriment en excavacions successives de restes de cereals i fruites al costat nord de l'edifici, i escates i espines de peix al pati central, va determinar que es tractava d'un mercat.
Únicament es conserva la planta inferior de l'edifici actual, tot i que va haver-hi una de superior, on se suposa que se situaven els àtics per als treballadors del macellum. S'hi accedia per una escala de fusta, que conduïa a un corredor també de fusta des del qual s'arribava a les habitacions.[9]

## Ubicació

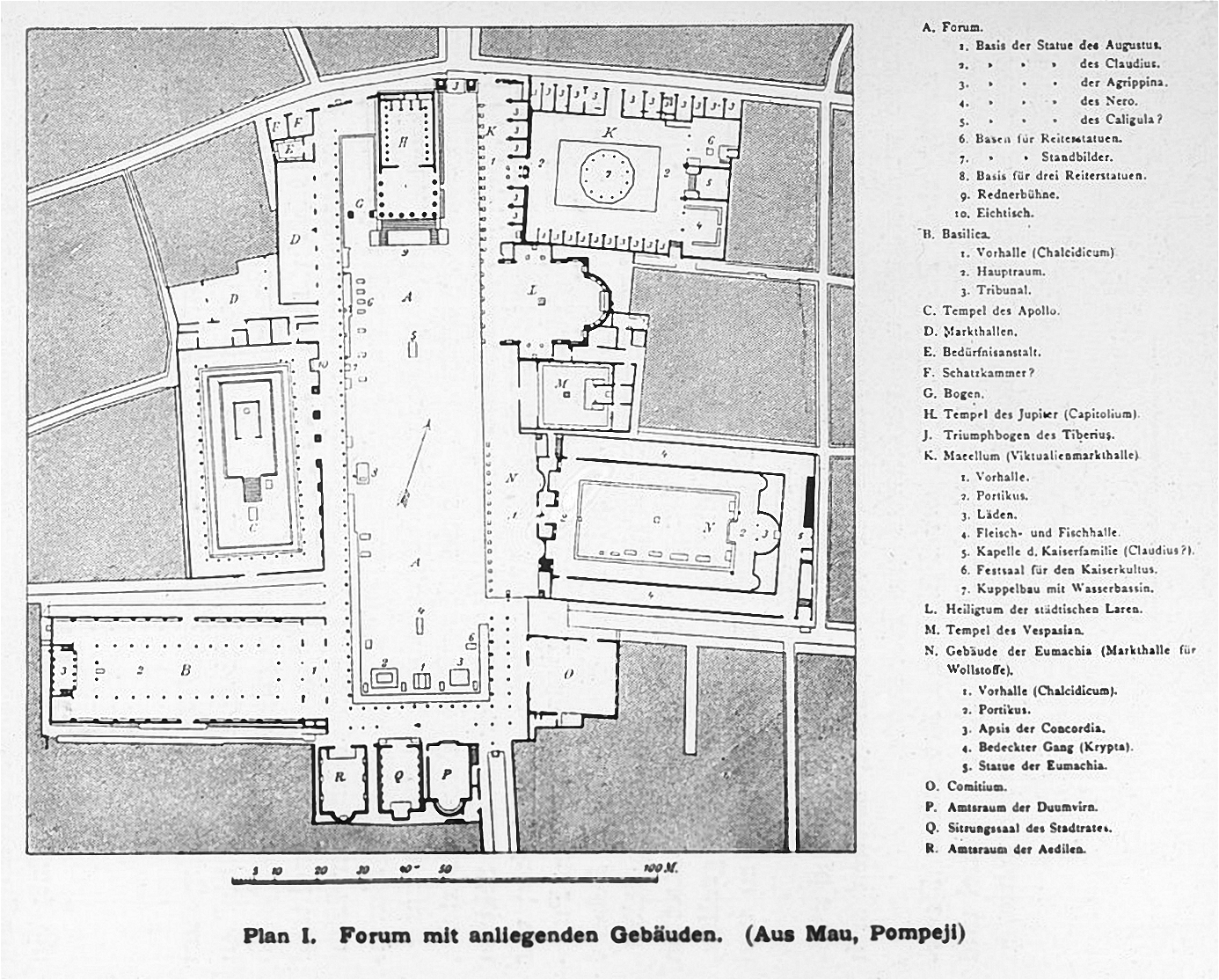
Plànol antic del fòrum realitzat per August Mau. El macèl·lum és l'edifici a la cantonada superior dreta

El macèl·lum de Pompeia se situa a la part exterior de l'angle nord-est del fòrum, entre la via dels Augustals i el santuari dels Lars Públics. Limita al nord amb la via dels Augustals, al sud amb el vicolo del Balcone Pensile i el santuari dels Lars Públics, a l'est amb el vicolo di Eumachia i a l'oest amb la cantonada nord-oriental del fòrum. L'elecció d'aquest lloc, central però al mateix temps amagat, es prengué per evitar que fos un obstacle per a les activitats de la plaça. L'edifici és de planta rectangular i s'hi entrava per tres indrets diferents: les principals n'estaven emplaçades una al centre del costat oest, mirant cap al fòrum, i l'altra a la cara nord, cap a la via dels Augustals. El tercer accés de servei era lateral, se'n situava al sud-est i només s'hi podia entrar utilitzant una escala petita.
Els murs perimetrals, parcialment reconstruïts després del terratrèmol de l'any 62, es feren amb opus reticulatum emmarcats per pilastres de maons fets de tuf. Els experts destaquen el mur de la façana sud, el darrer a ser construït, ja que es considera un dels millors exemples d'opus reticulatum de la ciutat, a més de ser-ne un dels millor conservats.
La façana oest del macèl·lum no discorria paral·lela al fòrum, sinó que estava lleument desalineada amb el límit de la plaça, perquè havia d'encaixar-se entre la via dels Augustals i el carreró del Balcone Pensile, els dos carrers que el flanquejaven al nord i al sud respectivament. Per compensar aquesta irregularitat, les botigues encarades al fòrum al costat oest es feren més grans gradualment de sud a nord, per poder alinear-se amb el perímetre de la plaça.

## Descripció

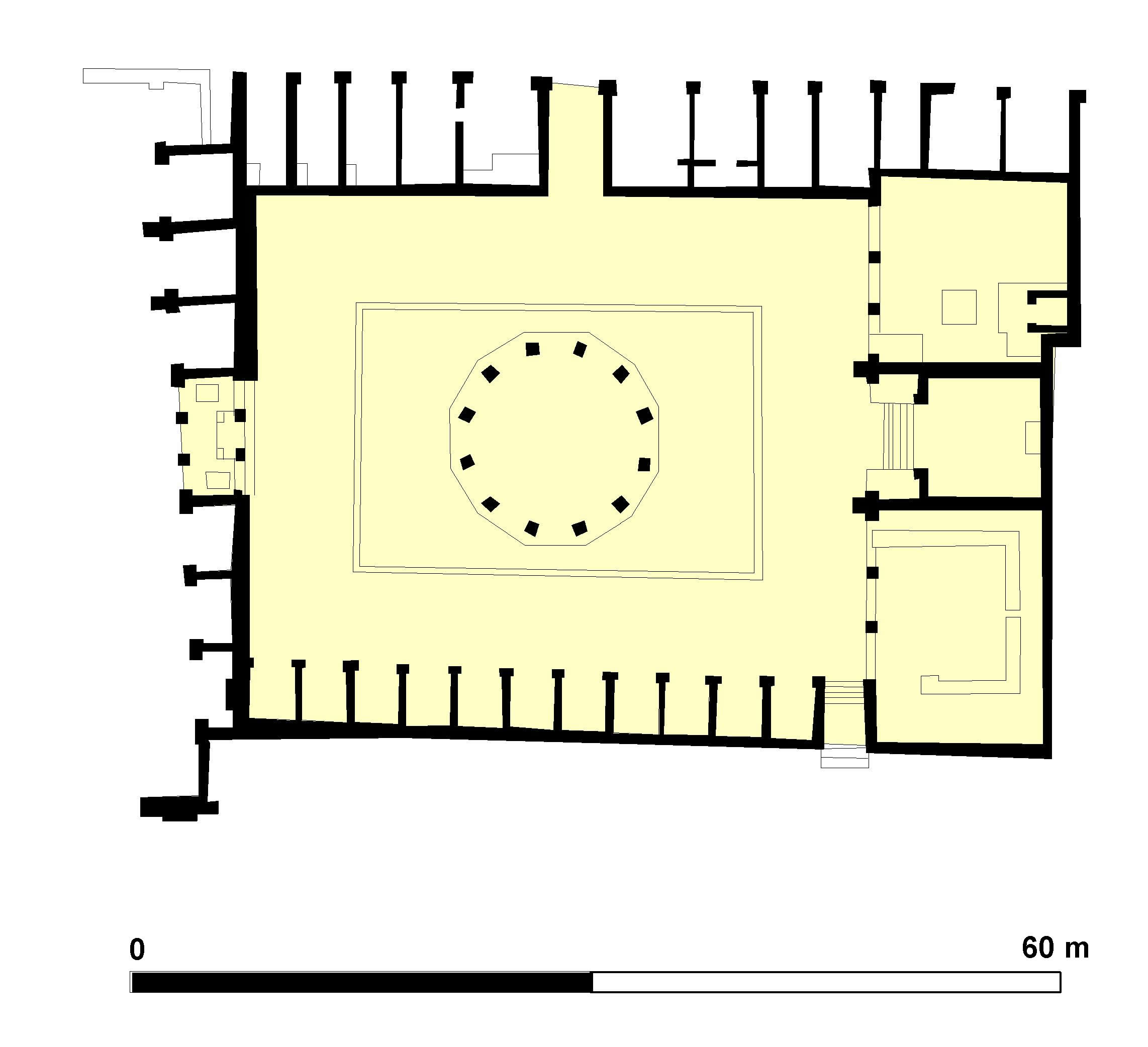
Planta del macèl·lum

### Accés principal i costat oest

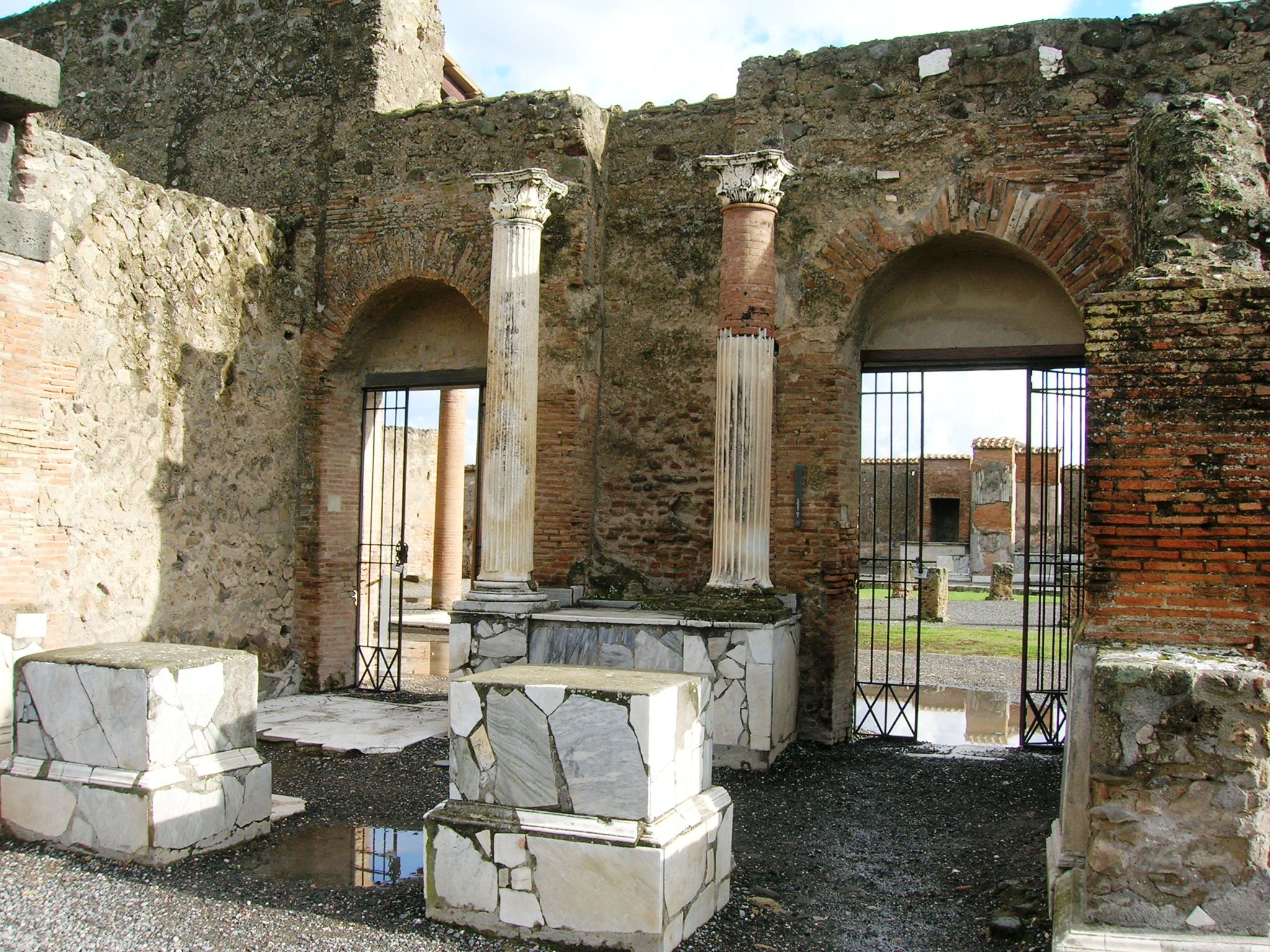
Accés al macèl·lum i edicle central

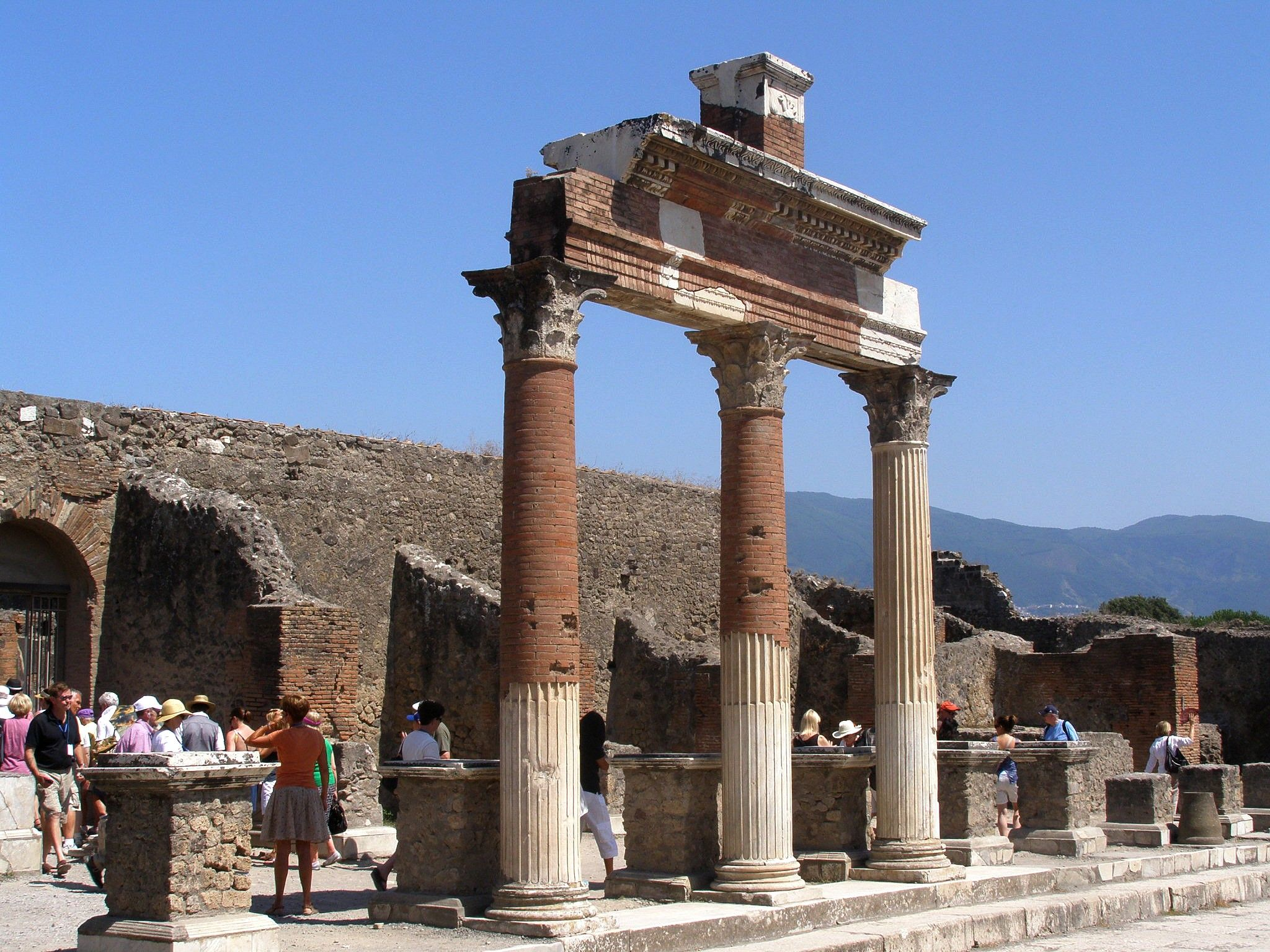
Vista des de l'exterior cap a les tabernae del costat oest

L'accés monumental al macèl·lum es produeix pel costat oest. En realitat, són dues entrades separades per un edicle flanquejat per dues columnes corínties. Al front de la façana destaquen tres columnes de marbre del pòrtic del fòrum, molt restaurades i coronades amb capitells corintis. Dues tenen el terç inferior del fust decorat amb canaletes, mentre que a la part superior en manca. Una part de l'entaulament encara es conserva sobre els capitells. El vestíbul del macèl·lum connectava directament amb el pòrtic del fòrum. Aquest estava format per dos nivells de columnes, col·locats l'un sobre l'altre sense una planta intermèdia, de manera que semblaven una façana. També es conserven al lloc originari les bases de les escultures en honor dels ciutadans il·lustres, que se'n situaven darrere de cada una, tot i que manquen del revestiment de marbre inicial. A la part davantera de l'edifici hi ha altres pedestals per a les estàtues honorífiques.
L'edicle central que divideix en dos la façana manca d'estàtua a dins, tot i que havia de ser la d'un emperador, en aquest cas se suposa que el culte imperial començaria a l'entrada del macellum. Ambdues columnes estan decorades amb quimeres, que originàriament no formaven part de l'edifici sinó que pertanyien a una de les tombes més importants del lloc: la Tomba delle Ghirlande (garlandes), situada a la Via dei Sepolchri (via dels sepulcres), enfront de la Porta d'Herculà. Les quimeres no s'haurien tallat a Pompeia sinó probablement en un taller grec. També és possible, però, que es realitzassen en un taller neoàtic de Nàpols o Puteoli.
Al llarg de la façana oest es disposen sis espais que s'obrin cap al fòrum, i n'hi ha tres a cada costat de l'entrada principal. Estan construïts amb opus incertum (maçoneria de rebles) i devien ser cases de canvi o llocs de bescanvi de divises. La seua fondària disminueix de nord a sud perquè la façana poguera adaptar-se a la línia del fòrum.

#### Decoració pictòrica
Al mur oest del pati interior es conserven una sèrie de frescs pertanyents al quart estil pompeià,que deuen ser d'un període posterior al terratrèmol del 62. Al centre de cada imatge hi ha una escena mitològica, encerclada d'un fons negre amb una franja vermella. Entre cada plafó individual hi ha reproduïdes unes vistes arquitectòniques d'edificis en verd i roig pàl·lid sobre fons blanc. Els delicats elements arquitectònics fan que els plafons negres emergisquen i dividisquen el mur en una zona inferior i una altra de superior.
Una escena de la zona inferior mostra Penèlope reconeixent Ulisses al seu retorn, mentre que en una altra apareix Io vigilada per Argos Panoptes, i en una tercera Medea projecta la mort dels seus fills. A la part superior, sobre fons blau, s'hi veu una jove amb estris per al sacrifici i un sàtir tocant l'aulos. També hi ha natures mortes amb ocells, aus domèstiques, pitxers de vi, fruita, flors, cistells i peixos en un estil realista. Una altra escena mostra diversos cupidos que coronen un ase amb garlandes, i en un segon pla apareixen unes rodes de molí. Aquest fresc devia simbolitzar el festival de Vesta, en què els ases eren rellevats del seu treball.
Aquestes pintures, que representen unes bullicioses paradetes de mercat amb la mercaderia a la venda, volien persuadir els clients per animar-los a comprar. Així mateix, han facilitat la identificació de l'edifici com un macèl·lum i han revelat el tipus d'aliments que consumien els habitants de Pompeia.
En aquest cantó nord-oest de l'edifici s'exhibeixen a més dues urnes amb els motles d'algepsx de dues víctimes humanes de l'erupció.

### Pati central i costats nord i sud

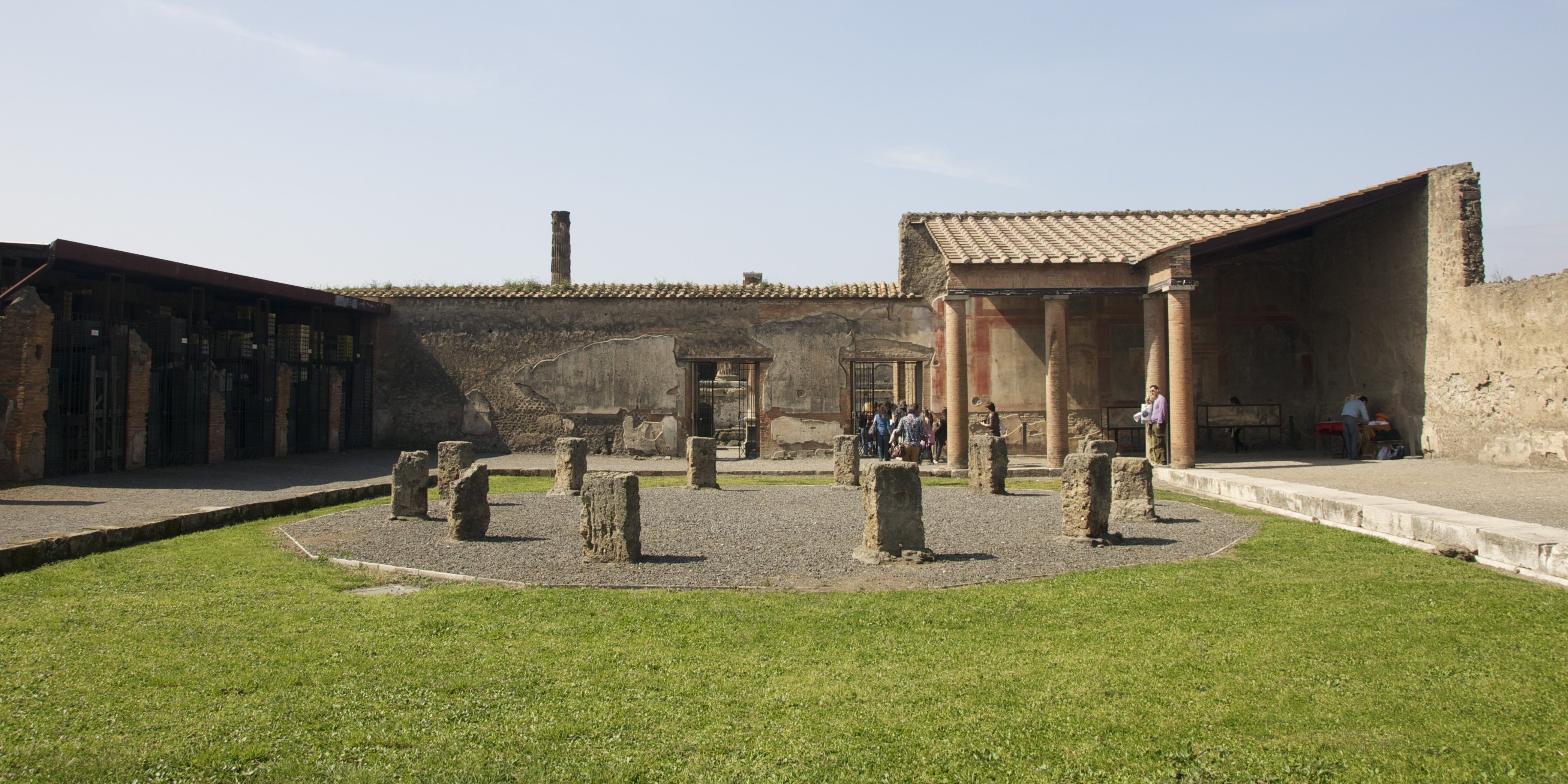
Vista general del pati central amb el mur oest d'accés al fons

Des de l'entrada s'entra a un gran pati central. Dins el macèl·lum hi havia un segon pòrtic, tot i que no se'n conserva cap resta, perquè degué desaparéixer en el terratrèmol del 62 i encara no s'havia reparat quan succeí l'erupció del Vesubi. Les úniques petjades recognoscibles que en resten són una rasa d'aigua i les marques de l'indret on s'alçaven les columnes. S'ha tret a la llum l'estilòbat de travertí per a la columnata del costat nord i per a una altra petita part al costat oest. Segurablement les columnes del pòrtic encara no s'havien col·locat. Els murs del recinte interior i els espais del sud i de l'est, realitzats en opus incertum, també daten de la reparació posterior a l'any 62. Només les columnes de la cantonada es reconstruïren en maó i petits prismes de tuf d'opus vittatum, és a dir, una maçoneria que alternava maons amb petits carreus.

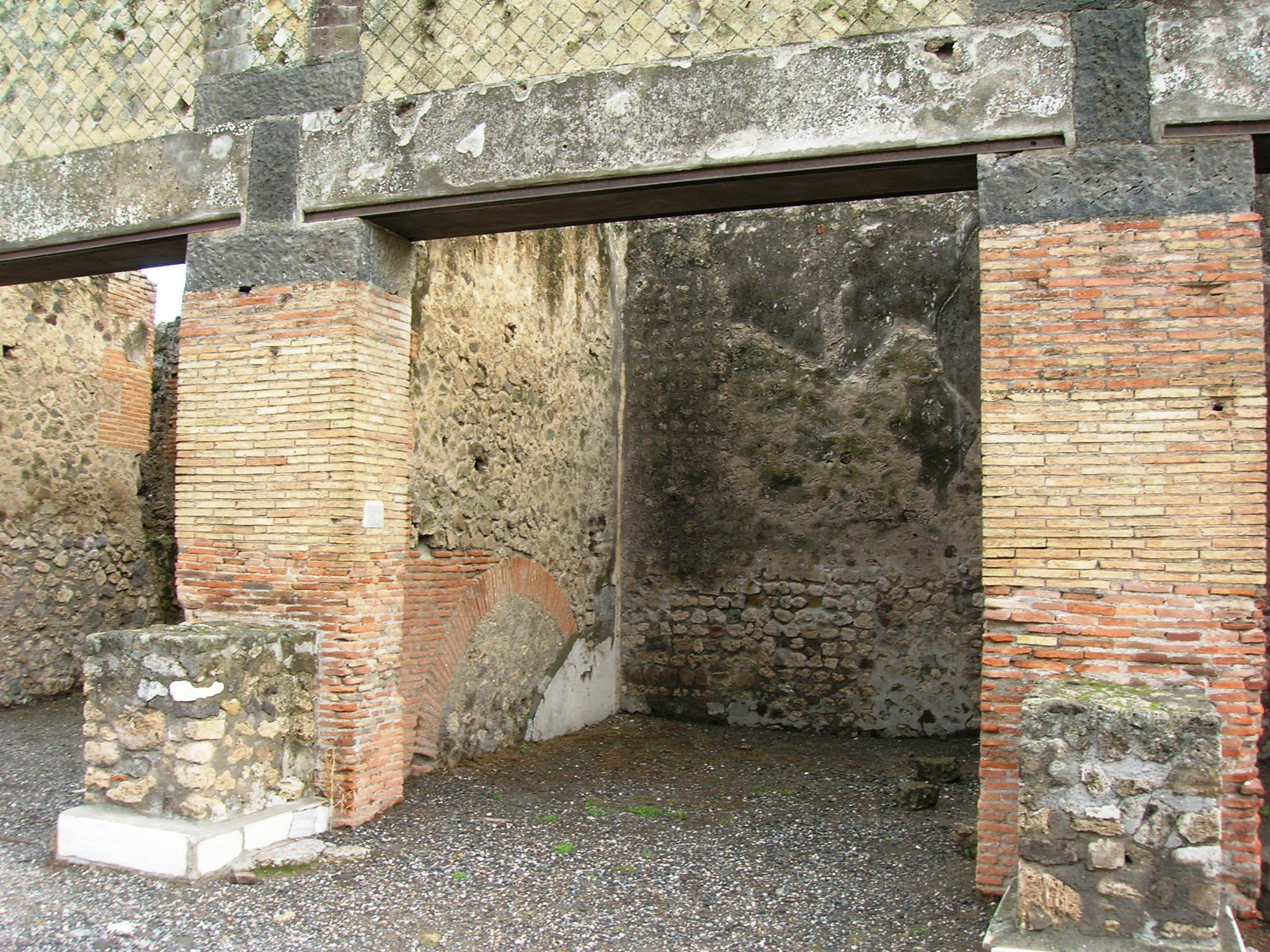
Detall de la botiga exterior al macèl·lum número VII.9.10

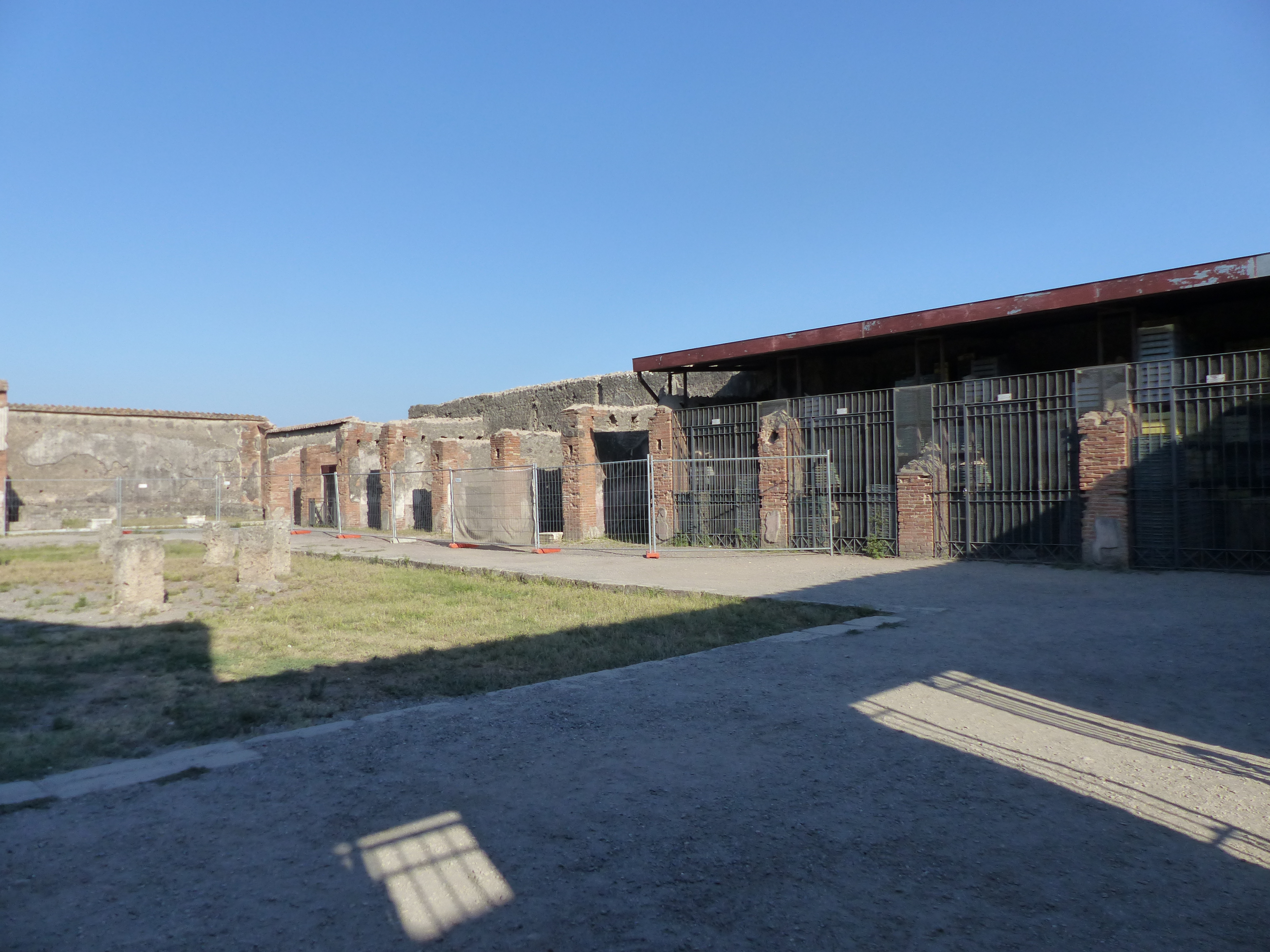
Vista de les parades d'aliments situades al costat sud

A la façana sud hi ha la tercera entrada al macèl·lum, adjacent a la zona de carn i peix de la Via del Balcone Pensile. Aquesta via esdevingué un atzucac després de la construcció del larari. El mur esquerre de l'accés conserva un petit nínxol davall del qual aparegué una pintura de dues serps. Aquest altar devia estar dedicat al Genius Macelli, la divinitat que presidia l'edifici.
A l'alçada del santuari dels Lars Públics (13 m de distància), el mur exterior és fet amb opus reticulatum, és a dir, amb maçoneria de pedres rectangulars disposades en forma d'escaquer o xàrcia. La superfície es compon de fileres de tuf multicolor limitades per pilastres de maó. Aquesta decoració en color feu innecessari l'estucat posterior del mur. Sembla que aquest parament constitueix un dels millors exemples d'un mur de l'última fase constructiva de Pompeia, que recolza damunt una maçoneria d'opus incertum, d'una etapa constructiva anterior.

#### Comerços d'aliments
A l'exterior del mur i a la cara interior del mur sud hi ha uns petits habitacles en filera, construïts amb opus incertum fins a una alçada de 1,35 m, amb calcària i tuf per sobre d'aquesta alçada. El paviment és format per fragments de teula trossejats, travertí i marbre, recoberts amb morter.
Les parades que donen a la via dels Augustals eren dotze tabernae de venda d'aliments. Tenien orientació al nord per protegir-se del sol i obtenir més frescor, i no tenien connexió directa amb l'interior del macèl·lum. Ací es venien aliments o estaven ocupats pel gremi de perfumeria, com testifica una inscripció electoral d'un candidat que formava part dels unguentarii. S'hi han trobat a més algunes àmfores, aliments com castanyes, figues, llegums, pa, pastissos, raïm i altres fruites en flascons, conservats tots en el Museu Arqueològic Nacional de Nàpols.
Al costat sud del macèl·lum també hi ha onze botigues en filera, a les quals s'accedia des de dins de l'edifici. Són semblants en grandària i construcció, i es destinaven a la venda de queviures, segurament carn i peix. Ara s'utilitzen de magatzem de diversos esquelets pertanyents a l'edat del Bronze i altres troballes.
El macèl·lum devia tenir una planta superior de fusta, amb golfes on vivien els ajudants dels carnissers i altres treballadors. Enfront d'aquests àtics hi havia una galeria de fusta, a la qual s'arribaria des de fora del macèl·lum per una escala també de fusta.[9] Tot el pis superior es va destruir per l'erupció volcànica.

### Estructura central circular

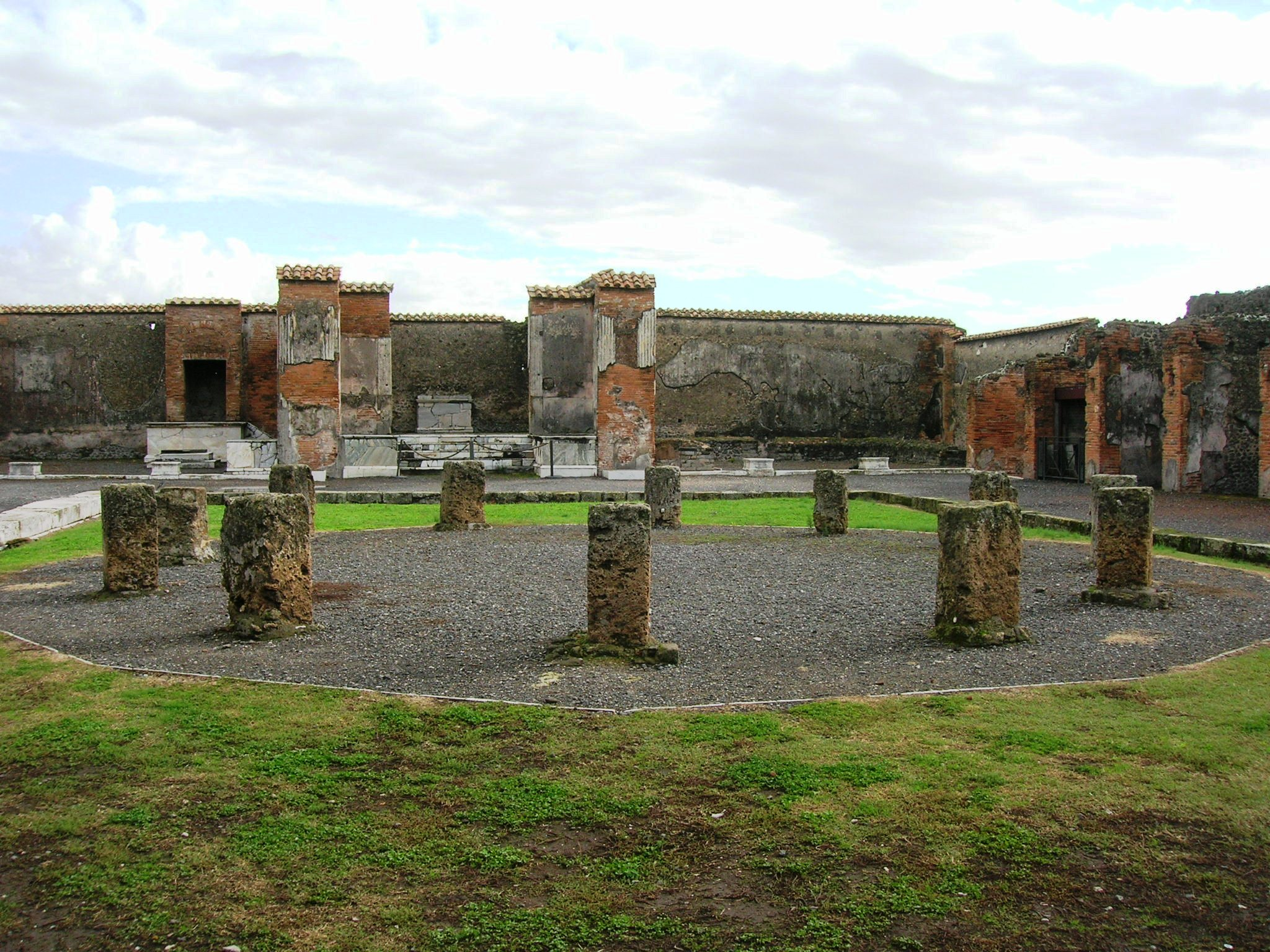
Detall de l'estructura central i la cambra de culte imperial al fons

Al centre del macèl·lum hi ha dotze pedestals de tuf formant un espai circular en forma de dodecàedre monòpter. Al principi es va creure que eren les restes d'un tolos o santuari circular (que solen contenir un pou i un aljub), perquè es trobà un pou al centre de l'espai, encara que no l'aljub. També es pensà que la rotonda era semblant a altres macella, tal vegada a models més elaborats de la Grècia oriental i d'Àfrica, o altres exemples romans com el de Pozzuoli.
Les excavacions, però, d'Amedeu Maiuri demostraren que l'espai tenia una funció diferent: per les nombroses espines i escates al canal de drenatge que discorria pel centre, es deduí que l'espai es dedicava a la venda de peix, que s'esbudellava i netejava ací.
Dotze podis subjectaven uns mastelers de fusta, que s'ancoraven per la base encastats al terreny. Devien sostenir una coberta també de fusta i en forma cònica. Les bases se'n restauraren al s. XIX, perquè es trobaren en molt males condicions. La zona interior estava lleument elevada amb una vora de marbre de poca alçada, que evitava que l'aigua isquera fora. El terra era fet de fragments de rajoles de pedra triturats, de travertí, marbre i morter. Quan l'equip de Giuseppe Fiorelli excavà l'àrea encara es considerava un panteó i per això se l'anomenà així inicialment.

### Cambra per al culte imperial

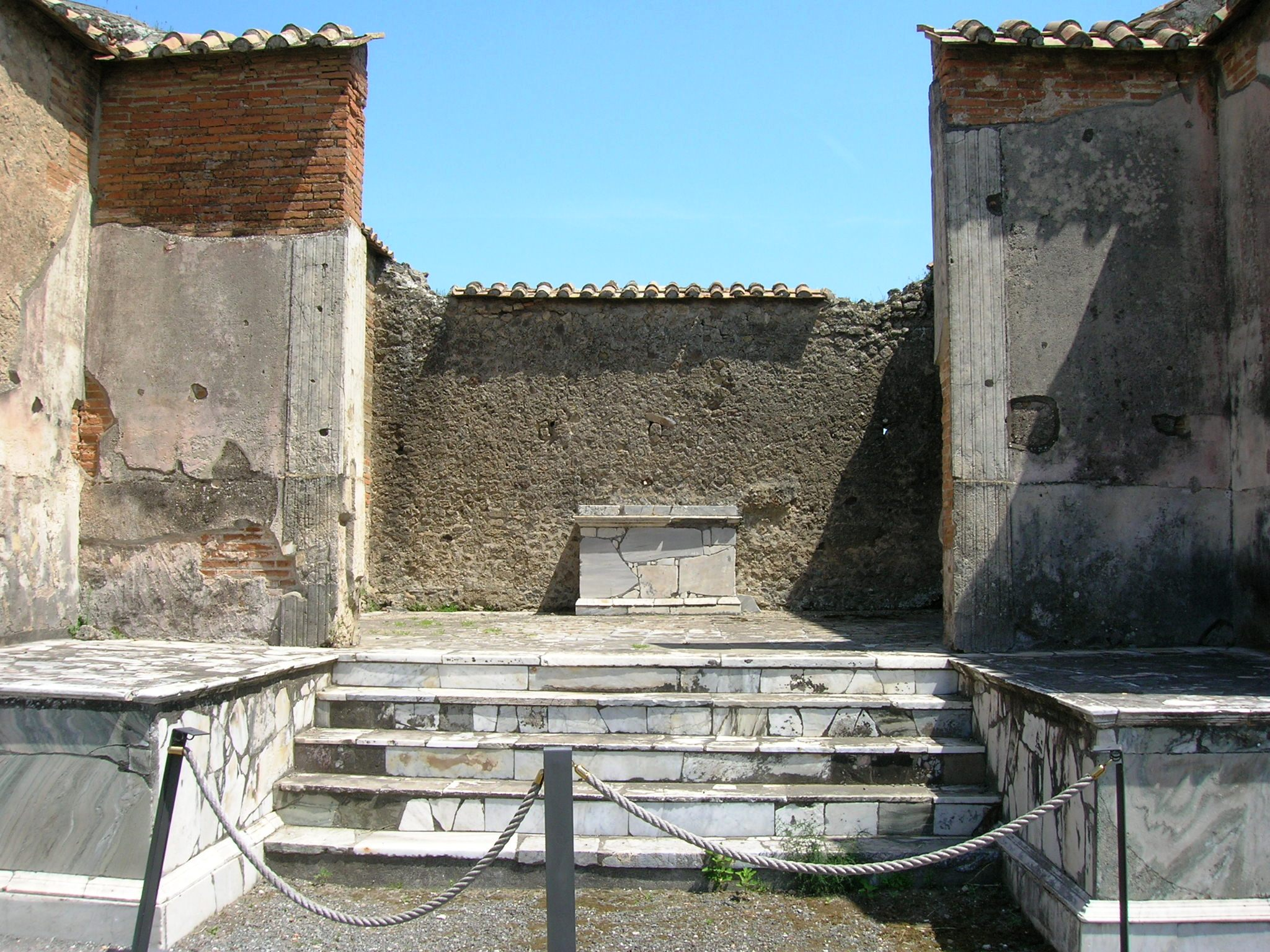
El sacellum o cambra per al culte imperial

A la banda est de l'edifici hi ha tres cambres, pavimentades amb opus signinum i en un nivell més alt que la resta del macellum. La sala del centre es dedicava al culte de la família imperial, per això en alguns llibres aquest espai es denomina sacellum o capella. S'hi arribava per una escala de cinc graons i l'entrada estava ornada amb una banda decorativa. Les parets laterals de l'escalinata es feren amb opus latericium (maçoneria de maó). L'interior era molt senzill en comparança amb la resta de l'edifici, amb una decoració d'estuc que es perdé després de l'erupció, tret d'uns pocs fragments. El recinte es compon d'un mur posterior i dos de laterals, fets amb opus vittatum i opus incertum. Un pedestal recolza contra la paret del fons, i en les dues laterals s'encasten dos nínxols a cada costat, que contenien escultures de l'època de Neró i que ara es troben al Museu Nacional de Nàpols.
Els nínxols de la dreta guarden actualment els motles d'algeps de les dues estàtues trobades al lloc, una de masculina i una altra de femenina. Primerament es va creure que eren les imatges de Gai Claudi Marcel i Octavia Menor. Marcel era el patró de Pompeia. Les figures de les altres fornícules s'atribuïren a Agripina i Neró, tot i que ara es pensa que eren altres membres no identificats de la família imperial. Al recinte es trobà també un braç amb un globus a la mà, que potser pertanyia a l'estàtua d'un emperador.

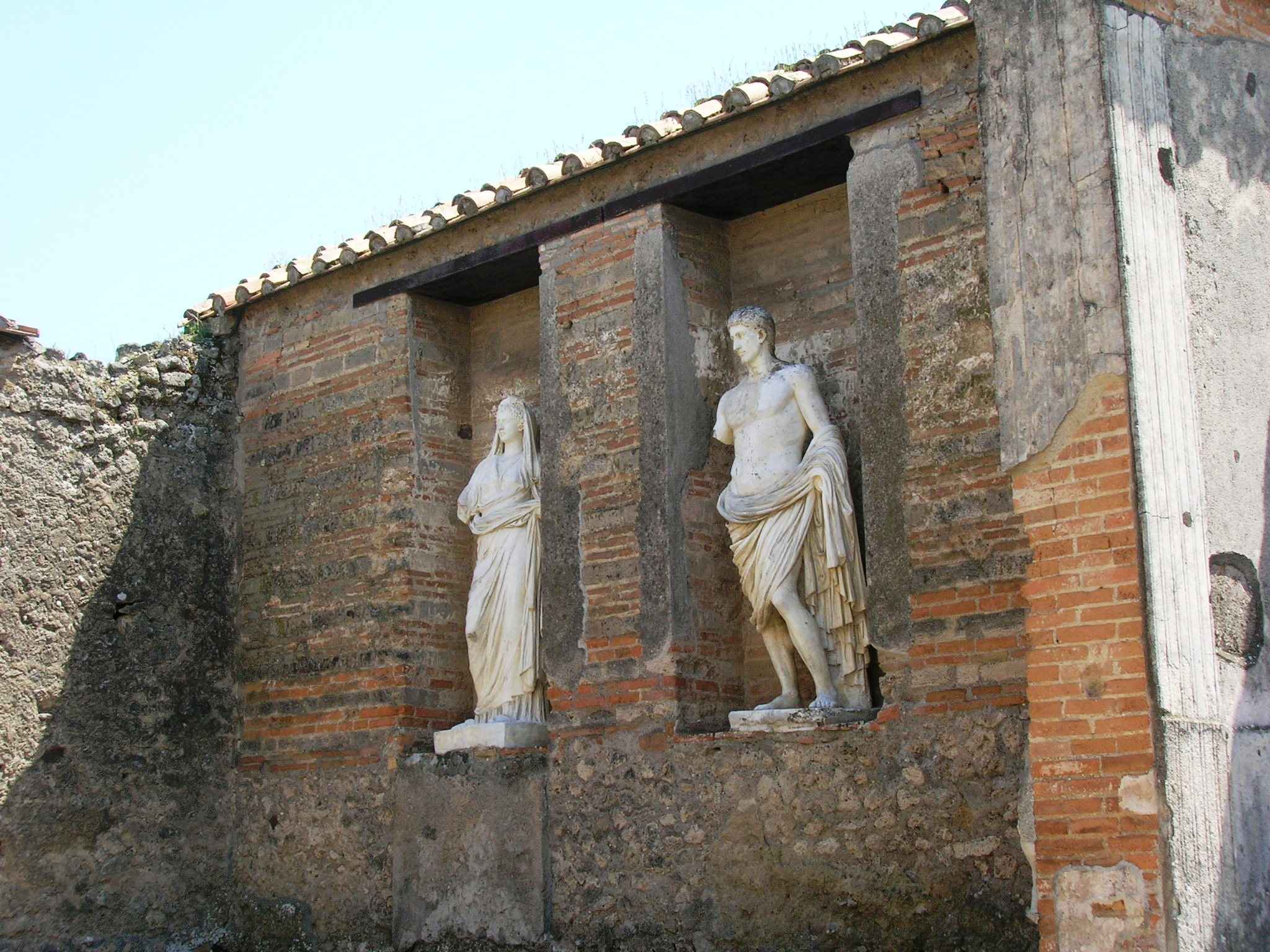
Estàtues de la família imperial

La figura masculina té els cabells curts, està nua, amb només un drap cenyit a la cintura. Sostenia una espasa a la mà dreta i al cap té dos forats, que tal vegada foren per fixar-hi una corona de bronze. L'escultura femenina s'assembla a una sacerdotessa, amb una túnica amb botons a les mànigues, el cap cobert amb un mantell i envoltada per una corona vegetal, i sols una part del cabell visible. A la mà dreta tenia una pàtera i a l'esquerra uns grans d'encens.
Al s. XIX, el professor Heinrich Nissen suggerí que el mur del fons de la cambra hauria estat enderrocat i se n'haurien tret tres de les cinc escultures:
- En posició central se situaria una escultura d'August com Júpiter, amb un globus a la mà; als nínxols de la dreta Lívia Drusil·la i Drus el Vell; i a les fornícules de l'esquerra, Tiberi i Germànic.[29]
- És més probable, però, que fora l'escultura de Júpiter la que estigués al pedestal del centre del mur posterior; Lívia i August se situarien als nínxols de l'esquerra, i Drus i Tiberi als de la dreta, perquè segons Nissen August mai es va retratar en vida com a Júpiter amb un globus.[29]

Per reforçar la teoria de Lívia i Drus, Nissen va citar aquesta inscripció, que podria haver estat situada sota l'estàtua que identificà com a Lívia:
| AVGVSTAE.IVLIAe DRVSI.F DIVI.AVGVSTI D.D. |

Un segle després, Paul Zanker proposà que August sí que s'hauria fet representar com Júpiter i que els nínxols de la dreta contindrien personalitats honorables per a ciutat. El personatge masculí, que segurament hauria mort en l'època en què s'erigí l'estàtua, s'hauria personificat d'una manera exageradament heroica com la l'emperador, amb els malucs coberts i el tors nu. La dona s'hauria representat com una sacerdotessa, duent una garlanda i un atuell d'encens. Potser era la sacerdos publica, que n'exercia un important paper com a mecenes.

### Sala dels sacrificis rituals

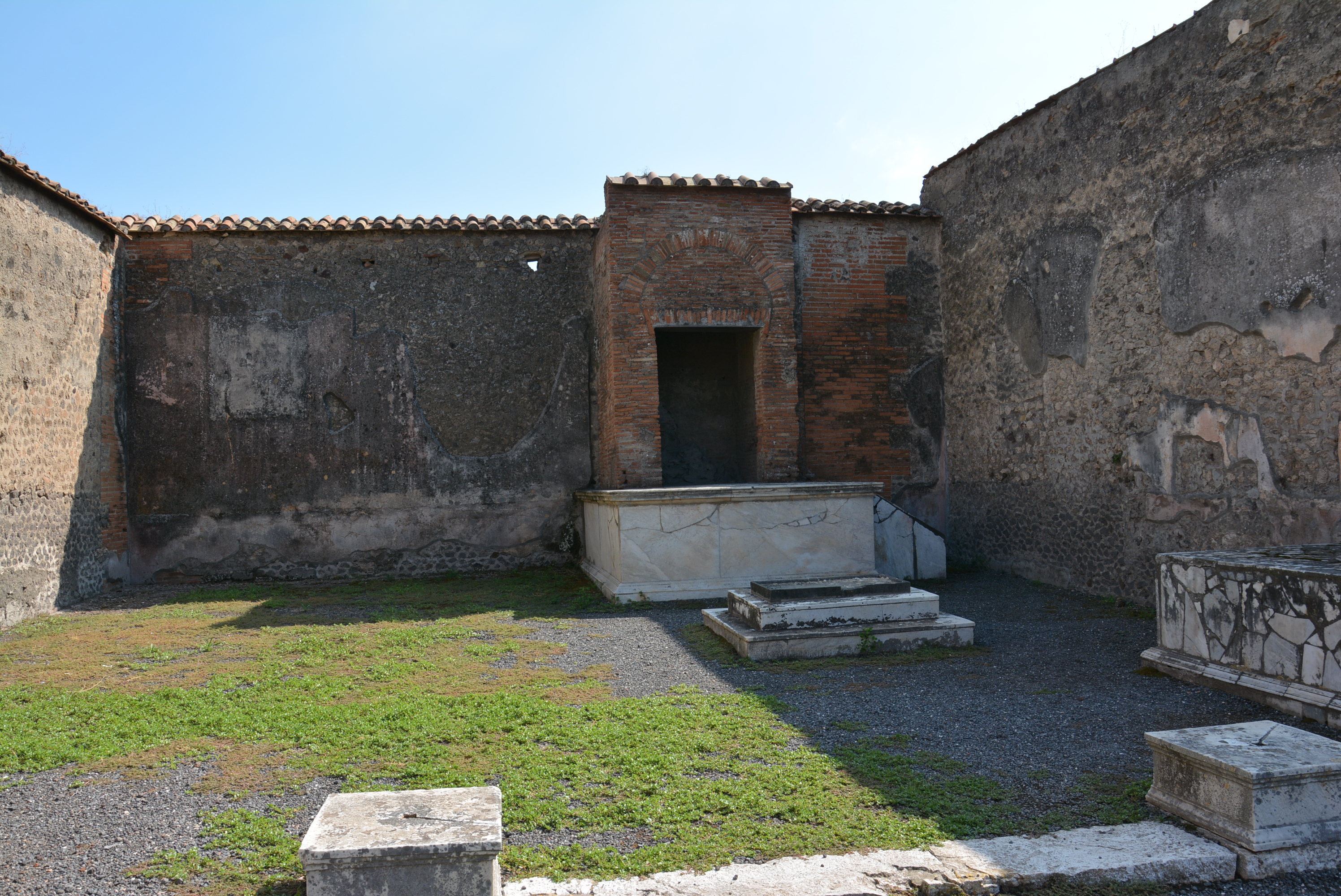
Cambra dels sacrificis rituals

La sala de l'esquerra de la del culte imperial es degué emprar per a banquets sacrificials i cerimònies religioses del collegium o associació del culte imperial. Com que altres edificis del fòrum es dedicaven al culte dels déus, segurament en aquest lloc sols s'honorava els genius. El lloc devia ser la sala de banquets d'una cooperativa mercantil, o la seu del tribunal del mercat. A l'esquerra de l'entrada d'aquesta sala hi havia unes mil monedes, que podien ser de la tresoreria o la recaptació diària d'un comerciant. Altres fonts expliquen que el tresor se'n trobà a l'entrada nord o a les sales de venda de carn. Enfront d'aquesta sala aparegueren esquelets d'ovelles, cranis de bous i ossos, i això indicaria que ací hi havia una àrea annexa per al sacrifici d'animals o una cleda per vendre'ls.
A l'interior pot observar-se un petit altar situat a la dreta de la sala, dalt de tres esglaons. Són dues peces de marbre sobre les quals recolza una taula de basalt. Aquesta base té una vora en relleu i un buit en un cantó, cosa que suggereix que l'altar s'usava per fer-hi libacions. Junt al mur sud s'adossa un podi recobert de marbre, la funció del qual no es coneix. S'ha suggerit que devien seure-hi praecones (heralds o pregoners) i argentarii (canvistes) durant les subhastes, igual que als nínxols del costat major de l'edifici de l'Eumachia. Aquesta idea, però, aniria en contra del suposat caràcter religiós de la sala. Nissen va proposar que el podi podria haver servit per a col·locar damunt les imatges dels lars.
En aquesta sala es trobaren dos frescs en què es representava alguns cupidos. En una de les imatges, els erotes tocaven la lira i bevien vi. En l'altra, feien la cerimònia del sacrifici.

### Sala de venda de carn i peix

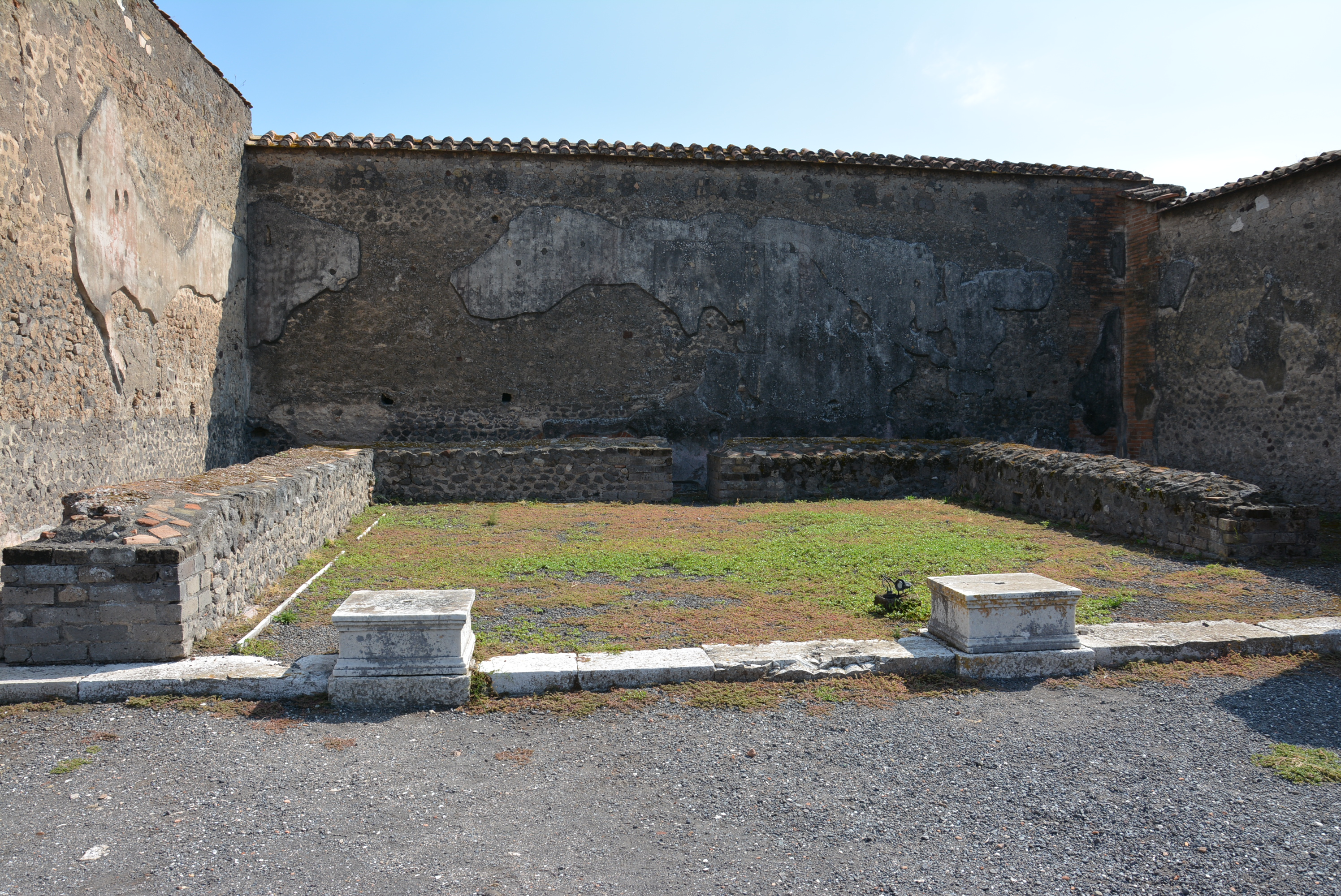
Sala de venda de carn i peix

La cambra situada a la dreta de la sala del culte imperial es destinava a la venda de carn i peix. Igual que al recinte anterior, l'entrada es dividia en tres parts per dues columnes. Uns amplis fogons de maçoneria revestida de marbre recorria els seus costats nord, est i sud. Hi ha una sola obertura a meitat del costat est.
La meitat esquerra del parament tenia un col·lector especial que discorria en paral·lel als fogons, destinat a replegar l'aigua de neteja i a abocar-la per un canaló de desguàs al carrer. Tota la lleixa estava lleument inclinada, de manera que el líquid es conduïa cap a fora. El fet de tenir un sistema de drenatge propi fa pensar que aquest costat de la botiga devia destinar-se a la venda de peix.